# Brenthis asiaepallens
Brenthis asiaepallens är en fjärilsart som beskrevs av Ruggero Verity 1933. Brenthis asiaepallens ingår i släktet Brenthis och familjen praktfjärilar. Inga underarter finns listade i Catalogue of Life.